# موميري
موميري (بالإنجليزية: Maumere)‏ هي district of Indonesia تقع في إندونيسيا في Sikka Regency. يقدر عدد سكانها بـ 47,598 نسمة .